# António Cardoso e Cunha
Antonio Cardoso e Cunha (Leiría, 28 de enero de 1933 - 24 de enero de 2021) fue un político portugués, antiguo dirigente del Partido Social Demócrata. Fue ministro de Agricultura y Pesca en dos gabinetes, del 3 de enero de 1980 hasta el 4 de septiembre de 1981, bajo los mandatos de Francisco Sá Carneiro y Francisco Pinto Balsemão. 

## Biografía
Formó parte de la Comisión Europea bajo la presidencia de Jacques Delors. Tras la incorporación de Portugal a la Unión Europea en 1986, Cardoso e Cunha se convirtió en Comisario de Pesca y Asuntos Marítimos. En 1989 pasó a ocuparse de la Comisaría de Energía, empresas, industrias, administración, auditoría y lucha antifraude. En 1992 abandonó la Comisión, convirtiéndose así João de Deus Pinheiro en el Comisario portugués. 
Recibió la Orden Militar de Cristo en 1998.